# Royal Warrant (Reino Unido)

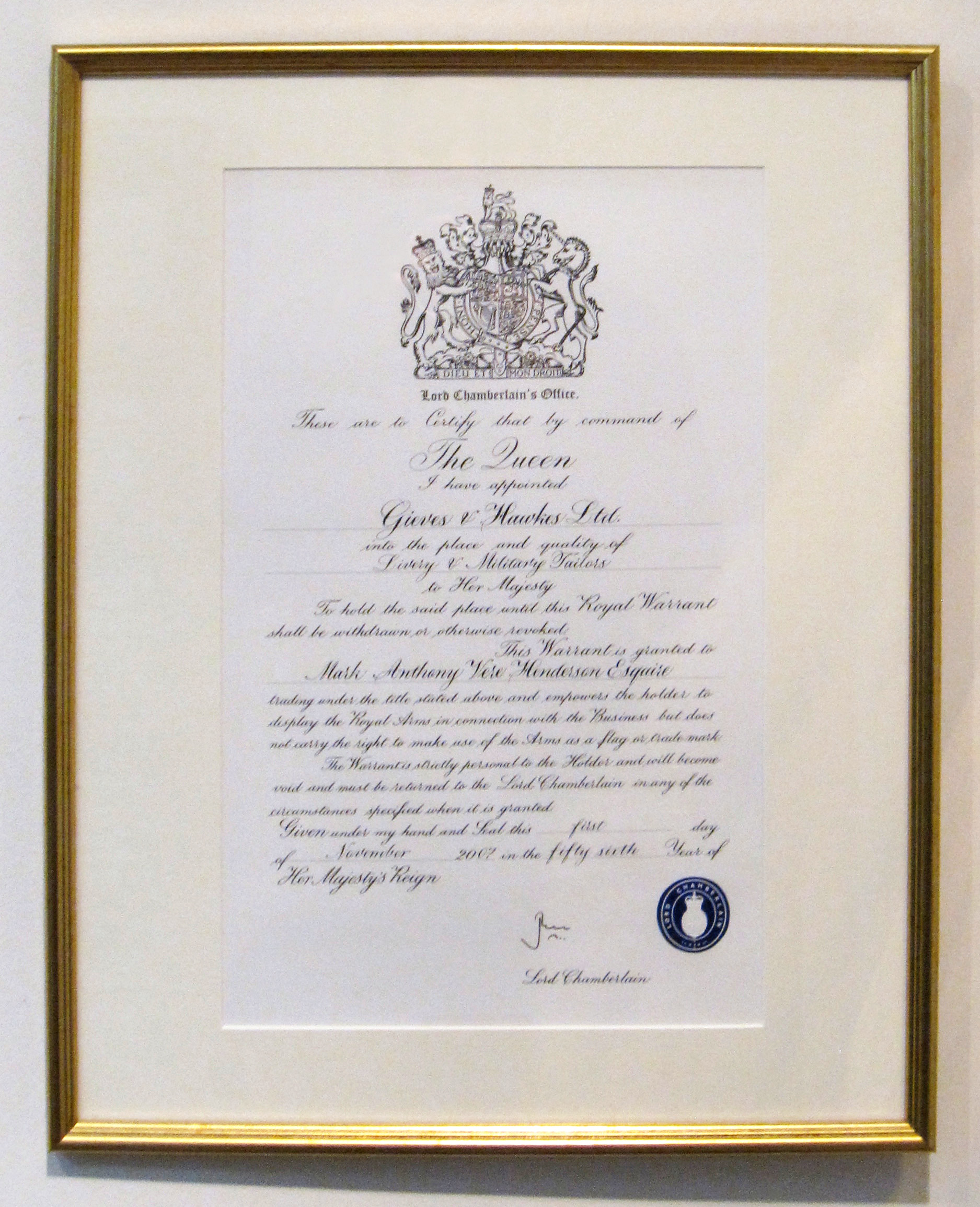
Autorización real de Isabel II, en Savile Row, sastre Gieves & Hawkes

Una royal warrant of appointment (en español: Orden real de nombramiento) es una autorización real como proveedor de la Casa Real Británica concedida por el Monarca del Reino Unido (634 warrants), el Príncipe de Gales (165 warrants) Los tres grantors de la familia real británica, pendiente la aprobación del Lord Chamberlain. Las warrants se revisan cada cinco años.
Se otorga la warrant a empresas, pero no a servicios profesionales como los de la banca o bufetes de abogado, ni a publicaciones como periódicos, etc. Según la Royal Warrant Holders Association, (Asociación de Titulares de Garantía Real) creada en 1840, se retiran de entre 20 a 40 royal warrants al año, un número parecida a las que se otorgan.
Solo un 13 % de los adultos encuestados consideraba que las warrants marcan la diferencia.

## Algunas empresas y marcas conroyal warrants(2018)
En enero de 2018 había, dependiendo de la fuente, 749 o 883 firmas titulares de las warrants. La propia Royal Warrant Holders Association señala que hay unos 800 titulares, incluyendo los siguientes:
| - Anderson & Sheppard, sastre - Angostura bitters - Aston Martin - Bacardi - Barbour - Benson & Clegg, sastre - Bentley - Bollinger, champán - Boots, farmacia - Bronnley, jabones (1955-) - Burberry - Carphone Warehouse - Cartier - Clarins, cosmética - Coca-Cola - Elizabeth Arden, cosmética (1962-) - Fortnum & Mason - G.D. Golding, sastre | - Gieves & Hawkes, sastre (1809-) - Gordon Bell, tienda de pianos - Gordon's, ginebra - Heinz - Hunter, botas de agua - Jaguar Land Rover - Kelloggs, cereales - Khipu Networks, ciberseguridad (2013-) - Laphroaig, whisky - Lobb, zapatos - Lock & Co., sombreros - Louis Roederer, - Maldon, sal - Mappin & Webb, joyería - Martini - McIlhenny, salsa Tabasco - Mumm, champán - Nestlé: la marca After Eight ha optado por no incorporar la warrant en el etiquetado de su embalaje | - Paragon Fine China, porcelana - Penhaligon's, perfumes (desde el siglo XIX) - Pol Roger, champán - Prestat, chocolates (1999-) - Robinsons, zumos - Selfridges, grandes almacenes - Steinway & Sons, pianos (desde el siglo XIX) - Tate & Lyle, azúcar - The Goring, hotel (2013-) - The Ritz London, hotel - Twinings, té - United Biscuits (2013-): Algunas de sus marcas, como Jacob's Cream Crackers, han optado por mantener la warrant pero no incorporarlo en el etiquetado de sus productos. - Waitrose, supermercados - Weetabix |

## Warrantscaducadas, retiradas o no renovadas
- Benson & Hedges (hasta 1999)[6]

- Carr's Table Water biscuits (hasta 2012)[4]

- Harrods (1913[6]-2000[5]): Tras el fallecimiento de la princesa Diana y Dodi Al Fayed en un accidente automovilístico, el duque de Edimburgo decidió no renovar la warrant de Harrods en 2000. Según la BBC,[4] se debe a que Al Fayed había acusado al duque de orquestar el asesinato de su hijo. Ese mismo año, el dueño de Harrods, Mohamed Al Fayed, el padre de Dodi Al Fayed decidió no renovar las warrants de la reina o del príncipe Carlos.[5]

- Hoover (hasta 2004)[4]

- Norman Hartnell, modisto[10]

- Rigby & Peller: ropa interior (1960[5]-2017[4])

- Yardley, perfumes (1921[11] -1998[12])